# Adam Bajalich von Bajahaza
Freiherr Adam Bajalich von Bajahaza  (auch: Bajalics * 1734 in Szegedin; † 5. Juni 1800 in Karlstadt, Kroatien) war ein österreichischer Feldmarschall-Lieutenant und Ritter des Maria-Theresien-Ordens.

## Leben
Adam trat im 16. Lebensjahr in österreichische Dienste und kam als k. k. Kadett in das Infanterie-Regiment Großherzog Ferdinand. Er verließ 1754 die Militärdienste wieder und wurde Oberstuhlrichter im Verözer Komitat. Im Jahr 1758 ging er als Sindikus in das Warasdiner-Kreuzer Grenzregiment. Im Jahr darauf wurde er zum Unterlieutenant und 1760 zum Oberlieutenant befördert. Als solcher konnte er sich im Siebenjährigen Krieg auszeichnen. Nach dem Krieg erfolgte 1768 seine Beförderung zum Kapitänlieutenant und 1773 zum Hauptmann. Im Bayerischen Erbfolgekrieg wurde er als Auszeichnung für einen Angriff auf Dittersbach zum Major des Regiments befördert. Als solcher griff er mit seinem Bataillon am 30. Juli die feindliche Stellung bei Oberkozelsdorf in der Nacht an, vertrieb die Preußen und machte viele Gefangene. Im folgenden Jahr verteidigte er die Stellung bei Rükerts in der Grafschaft Glatz mit viel Geschick und schlug am 20. Februar einen preußischen Angriff zurück.
Adam Bajalich kam 1783 als Oberstleutenant zum Szluiner Grenzregiment, am 1. Mai 1787 wurde er zur 2. Division des Szluiner versetzt. Im folgenden Türkenkrieg konnte er sich mehrfach auszeichnen. Er kommandierte im Juni 1788 den Posten Siroko Nifa und konnte zahlreiche Angriffe zurückschlagen. Im Winter kam er auf den Posten Dermolievo und im Anfange des 1789er Jahren auf jenen von Groß Kladusch. Dort besiegte er ein 6000 Mann starkes türkisches Korps unter Ibrahim Beg Beschirovich. Nachdem er zur Deckung der Grenze längs der Olina Verhaue anlegen ließ, wurde er am 28. Februar zum Oberst des Regiments befördert. Er hatte weiter fortwährend Scharmützel zu bestehen und besetzte 1790 mit zwei Bataillons die Gegend bei Großtinya. Am 23. Januar schlug er die Angriffe der Türken zurück. In einem späteren Gefecht bei Dermolievo wurde er leicht verwundet. Für diese ausgezeichneten Dienste wurde er 1790 zum Freiherrn erhoben.
Am 29. Dezember 1793 stieg er zum Generalmajor auf und erhielt eine Brigade bei der Rheinarmee. Auch hier zeichnete er sich mehrfach aus. Besonders im September 1795 in der Schlacht bei Handschuhsheim, wofür ihm am 11. Oktober 1795 das Kleinkreuz des Maria-Theresien-Ordens verliehen wurde.
Nachdem General Napoleon Bonaparte in Italien große Erfolge zu verzeichnen hatte, wurde Bajalich im Frühjahr 1796 mit General Wurmser nach Italien abkommandiert. Beim ersten Entsatzversuch von Mantua kommandierte er eine Brigade. Er hatte die Aufgabe die Festung Peschiera zu belagern, was er ab August tat. Durch die Niederlage der Österreicher bei Castiglione, konnte Massena nach Peschiera verrücken. Der Kommandant von Peschiera General Guillaume nutzte die Information und machte einen Ausfall. In diesem Gefecht verloren die Österreicher 741 Mann.
Im Januar 1797 erfolgte ein weiterer Versuch, dieses Mal sollte er gegen Verona vorstoßen. Gleichzeitig sollte die Division Provera gegen Legnago vorrücken, um so von der Hauptarmee unter Alvinczy abzulenken. Napoleon schlug zunächst die Hauptarmee in der Schlacht bei Rivoli (1797). Am 12. Januar griff Bajalich vor Verona die überlegenen Franzosen an. Nach einem Ausfall der Franzosen zog er sich am 14. Januar wieder zurück, Bajalich hatte dabei 680 Mann und 6 Kanonen verloren. Provera hatte beim Anmarsch auf Legnago viel Zeit verloren. Er wandte sich nun in Richtung Mantua, wo Wurmser einen Ausfall versuchen sollte. Dieser wurde aber gestoppt und die Division Augereau verfolgte Provera. Eingekreist musste Provera kapitulieren. Nur Bajalich blieb von der österreichischen Nordarmee übrig. Am 28. Februar 1797 wurde er dann zum Feldmarschall-Lieutenant befördert. Die Reste der Armee versuchten sich von Udine nach Villach zurückzuziehen und wurden dabei von Napoleon verfolgt, Bajalich bildete den rechten Flügel. Am 23. März besetzten die Franzosen Treviso und schlossen damit mögliche Fluchtwege für Bajalich. Eingeschlossen von Masséna und Jean Sérurier auf der Straße zwischen Raidl und Predil musste Bajalich kapitulieren. 3500 Mann gingen mit ihm in Gefangenschaft. Kurz danach ging er in den Ruhestand und starb am 5. Juni 1800 in Karlstadt.
Bajalich hatte einen Sohn Joseph (* 23. November 1754), der ebenfalls österreichischer Militär war.

## Ehrungen und Auszeichnungen
Adam Bajalich von Bajahaza wurde für ausgezeichnete Dienste im Russisch-Österreichischen Türkenkrieg 1790 in den Freiherrnstand erhoben. Für seinen Einsatz in der Schlacht bei Handschuhsheim im September 1795 wurde ihm am 11. Oktober 1795 das Kleinkreuz des Maria-Theresien-Ordens verliehen.